# Aíyira
Aíyira (Aigeira) är en ort i Grekland.   Den ligger i prefekturen Nomós Achaḯas och regionen Västra Grekland, i den centrala delen av landet, 120 km väster om huvudstaden Aten. Aíyira ligger 12 meter över havet och antalet invånare är 1 462.
Terrängen runt Aíyira är varierad. Havet är nära Aíyira åt nordost. Runt Aíyira är det ganska glesbefolkat, med 40 invånare per kvadratkilometer. Närmaste större samhälle är Siliveniótika, 2,7 km nordväst om Aíyira. 